# Billy-sur-Oisy
Billy-sur-Oisy ist eine französische Gemeinde mit 367 Einwohnern (Stand: 1. Januar 2022) im Département Nièvre in der Region Bourgogne-Franche-Comté. Sie gehört zum Arrondissement Clamecy und zum Kanton  Clamecy. 

## Geographie
Billy-sur-Oisy liegt etwa 40 Kilometer südsüdwestlich von Auxerre. Nachbargemeinden von Billy-sur-Oisy sind Étais-la-Sauvin im Norden und Westen, Druyes-les-Belles-Fontaines im Norden, Andryes im Nordosten, Oisy im Osten und Südosten, Trucy-l’Orgueilleux im Süden, Corvol-l’Orgueilleux im Süden und Südwesten sowie Entrains-sur-Nohain im Westen.

## Bevölkerungsentwicklung
| Jahr                       | 1962 | 1968 | 1975 | 1982 | 1990 | 1999 | 2006 | 2013 |
| Einwohner                  | 484  | 464  | 427  | 389  | 392  | 400  | 413  | 382  |
| Quellen: Cassini und INSEE |      |      |      |      |      |      |      |      |

## Sehenswürdigkeiten

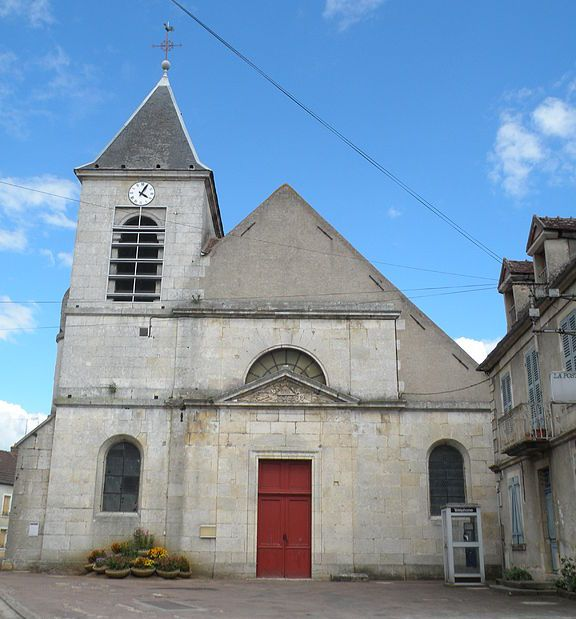
Kirche Saint-Laurent

- Kirche Saint-Laurent

## Persönlichkeiten
- Charles-Auguste Bontemps (1893–1981), Pazifist und Schriftsteller